# Enulius
Enulius es un género de serpientes que pertenecen a la familia Dipsadidae. Su área de distribución incluye México, América Central, el Caribe y el norte de Sudamérica.

## Taxonomía
Se reconocen las siguientes especies:
- Enulius bifoveatus McCranie & Köhler, 1999
- Enulius flavitorques (Cope, 1868) -- culebra cola larga del Pacífico
- Enulius oligostichus Smith, Arndt & Sherbrook, 1967 -- culebra cola larga mexicana
- Enulius roatanensis McCranie & Köhler, 1999